# 大阪市立長居小学校
大阪市立長居小学校（おおさかしりつ ながい しょうがっこう）は、大阪府大阪市住吉区にある公立小学校。住吉区の長居地区を校区とする。

## 沿革
長居小学校の校区にあたる地域には、明治時代初期までは住吉郡寺岡村・堀村・前堀村の3つの村に分かれていた。明治時代初期の1874年から1875年にかけて、寺岡村に寺岡小学校・堀村に堀小学校がそれぞれ設置されたという記録が残る。しかし両校は1883年に周辺校とともに合併し、現在の依羅小学校となっている。
その後も、依羅小学校から複数回にわたって長居地区の学校が分離したが、いずれも短期間で再び依羅小学校に統合されたとされている。
1887年には依羅小学校から分離して再び寺岡小学校が設置されたが、すぐに依羅小学校に再統合されている。1888年には現在の長居小学校敷地付近に追分小学校が設置された記録があるが、追分小学校は1893年には史料から消えている。追分小学校廃校の経緯を示す明確な史料は残されていないものの、他の史料を総合的に考慮すると同年までに依羅小学校に統合されたと推定されている。
町村制施行により、寺岡村・堀村・前堀村を含む住吉郡9村が合併して依羅村（現在の我孫子地域）となった。しかし後年、寺岡村・堀村・前堀村の3村が依羅村より分離・独立して長居村が発足した。長居村の発足に伴い、1894年10月に依羅小学校から分離して長居村独自の小学校を設置することが決定した。
校舎建設工事などの準備期間を経て、1895年12月11日に住吉郡（1896年4月東成郡）長居村大字堀字追分（現在地）に長居尋常小学校が開校した。このときに開校した長居尋常小学校が、現在の長居小学校へとつながっている。
1924年には高等科を併設し、東成郡長居尋常高等小学校と称した。翌1925年には長居村が大阪市に編入され、大阪市長居尋常高等小学校と改称している。
1934年9月21日の室戸台風では、校舎を大破する被害を受けている。
国民学校令により1941年に大阪市長居国民学校と改称した。太平洋戦争の戦局悪化により、大阪市の国民学校では1944年以降学童集団疎開がおこなわれることになった。集団疎開先は各行政区ごとに割り当てられ、住吉区の小学校では大阪府南部が疎開先として指定された。
長居国民学校では1944年9月以降、泉北郡上神谷村（現在の堺市南区）および泉北郡久世村（現在の堺市中区）へと集団疎開をおこなった。疎開児童は現地の泉北郡上神谷国民学校（現在の堺市立上神谷小学校）および泉北郡久世国民学校（現在の堺市立久世小学校）で学習した。
高等科については、大阪市が高等科を集約する方針をとったことに伴い1945年に廃止され、大阪市墨江国民学校（現在の大阪市立墨江小学校）の高等科へと移管している。
学制改革により、1947年に大阪市立長居小学校が発足した。
学校敷地があびこ筋・長居公園通という片側2車線道路に面しており、交通量の多さからくる騒音を回避すべく、長居小学校は長居公園通に面している校舎だけに数十年前からエアコンが設置されている。これは、大阪の公立小学校からみても明らかに早い段階での設置である。

### 年表
- 1895年3月28日 - 現在地（長居村大字堀字追分）に学校の建設工事を開始。
- 1895年12月11日 - 大阪府住吉郡長居尋常小学校として開校。
- 1896年 - 郡の合併により、東成郡長居尋常小学校と称する。
- 1921年 - 校地を拡張。
- 1924年 - 高等科を併設。大阪府東成郡長居尋常高等小学校に改称。
- 1925年4月1日 - 大阪市への編入に伴い、大阪市長居尋常高等小学校に改称。
- 1927年 - 校地を拡張。
- 1934年9月21日 - 室戸台風で校舎大破。
- 1941年4月1日 - 国民学校令により、大阪市長居国民学校に改称。
- 1944年9月17日 - 大阪府泉北郡へ集団疎開。
- 1945年4月 - 高等科を廃止。大阪市墨江国民学校（現在の大阪市立墨江小学校）に移管。
- 1947年 - 学制改革に伴い、大阪市立長居小学校に改称。
- 1950年9月3日 - ジェーン台風で校舎被災。
- 1964年 - 従来の校区の一部を大阪市立大領小学校校区へ分離（1970年まで4回にわたって断続的に校区を大領小学校校区へ分離）。
- 1966年 - 特別活動（クラブ活動）の研究校に指定される（1969年度までの3年間）。
- 1968年 - 校地を拡張。
- 1974年 - 全日本学生音楽コンクール（歌唱）第1位を受賞。
- 1982年 - NHK全国学校音楽コンクール近畿地方コンクール最優秀賞を受賞。
- 1994年 - 日本水泳連盟より学童水泳優秀賞の表彰、大阪府教育委員会より「体力向上を目指した研究実践」の表彰を、それぞれ受ける。

## 通学区域
- 大阪市住吉区 大領4丁目（一部）、長居2-4丁目、長居西2-3丁目、長居東1-4丁目（3丁目の一部を除くほぼ全域）。

卒業生は基本的に大阪市立我孫子中学校へ進学する。

## 出身者
- 大引啓次 - プロ野球選手

## 交通
- 地下鉄御堂筋線 長居駅 4番出口すぐ。
- 阪和線 長居駅 東へ約150m。
- 大阪シティバス「地下鉄長居」停留所。
- あびこ筋・長居公園通 長居交差点南東角。